# 砂川捨丸・中村春代
砂川 捨丸・中村 春代（すながわ すてまる・なかむら はるよ）は、大正から昭和にかけて活躍した日本の漫才コンビ。
古典萬歳から現代の漫才に至るまでの過渡期（この頃多くは「万才」と表記された）の典型的スタイルだった音曲主体の型を残しつつ、新たな要素も取り入れた漫才を演じ続けた。とりわけメンバーの砂川捨丸は、しゃべくり漫才登場以前の大正期において、寄席芸としての漫才の地位を高めるのに尽力した。出囃子は『岩見』。
この項では各メンバーの経歴についても詳述する。

## 砂川捨丸
砂川 捨丸（すながわ すてまる、1890年12月27日 - 1971年10月12日）
本名、池上 捨吉。
実兄である江州音頭の音頭取りの砂川千丸の一座に入り、修業を積む。1902年（明治35年）、千日前の寄席「井筒席」で初舞台。その後、一座で全国を巡業。1905年（明治38年）には兄のもとを離れ、大阪松島の「堀内席」に上がる。
1916年（大正5年）、樋口次郎吉率いる「樋口興行部」の専属となり、神戸劇場に出演。以後終生、神戸を本拠地とした。1918年（大正7年）、初めてSPレコードを録音。万才師による音曲のレコーディングは初のことだった。数え唄や江州音頭などをのべ数千枚吹き込み、捨丸は全国的に知名度を高めた。とりわけレコードを通じて『串本節』を全国に広めたことで、のちに和歌山県串本町名誉町民として表彰された。
捨丸は春代とコンビを組むまでは、中村種春、加藤滝子、高橋笑子といった相三味線が弾ける相方を選んで組んでいた。
若手時代から萬歳・万才の改良に取り組み、戦前、戦中、戦後を通じて多くの門弟を育て、漫才界の指導的役割を果たした。
1971年（昭和46年）に引退を表明し、同年11月、道頓堀角座で引退興行を予定していたが、10月12日に心筋梗塞で急死。80歳没。

## 中村春代
中村 春代（なかむら はるよ、1897年 - 1975年2月4日）
本名、中山 しも。神戸の生まれ。新開地の劇場「第二朝日会館」でもぎりやお茶子をしていた頃、神戸新聞社主催の第1回「ミス神戸」に選出された。
その後、中村種春に入門。1923年（大正12年）1月、種春の相方だった捨丸とコンビを組んだ。春代は捨丸にとって最後の相方であった。捨丸の没後は引退廃業。

## コンビ略歴
1923年（大正12年）1月コンビ結成。同年に初めて東京に出て、浅草観音劇場に出演。東京にしばらく滞在し、同年9月1日には浅草・帝京座の楽屋で関東大震災に遭遇している。
1927年（昭和2年）、京都新京極の夷谷座（のちの松竹劇場）、大阪道頓堀の弁天座（のちの朝日座）といった大劇場で、のべ2か月間にわたる興行を行った。それまで京阪では寺社境内などの小屋か端席でしか演じられなかった万才が、主要劇場に進出した最初の例となった。
戦後、捨丸・春代を座長としてアメリカ巡業団が組まれ、ミスワカサ・島ひろしらとともに3か月公演に旅立った。
1971年（昭和46年）9月の神戸松竹座がコンビとして最後の舞台となった。朝日放送に映像が残っている。同年11月に予定されていた捨丸引退興行は、捨丸の急死により追善興行となった。

### 受賞歴
- 1967年（昭和42年）上方漫才大賞特別賞
- 1968年（昭和43年）大阪府民劇場賞
- 1996年（平成8年）第1回上方演芸の殿堂入り[6] - 没後受賞

## 芸風
いずれも和装で、捨丸は紋付羽織袴姿で鼓を持った（背広姿で鼓を持った写真も現存している）。春代は張扇（はりおうぎ／はりせん）を持ち、ツッコミとして捨丸の頭を叩いた。小柄・痩身でちょび髭を生やした捨丸の「得も言われぬペーソス」ある姿に対して、大柄で太い声の春代は好対照を成した。
決まって捨丸による「え～、漫才の骨董品でございましてぇ」の挨拶で始まった。数え歌、色問答、なぞかけ、都々逸など、古典漫才における音曲を披露しつつ、捨丸の滑稽な動きで笑わせた。
俄由来の芝居のパロディも行った。『金色夜叉』を元にした「舞い込み」と称するトリネタが知られた。
捨丸は一人で舞台に立つこともあった。テープ録音の三味線と詩吟を流しつつ、改良剣舞の「忠臣蔵」を踊った。

## エピソード
- 捨丸と春代は夫婦関係にあったともいわれるが、戸籍上入籍はしておらず、自宅も別々であった。
- 捨丸の存命中に砂川菊丸が「二代目砂川捨丸」を名乗ったことがある。
- 漫才師の大家は一般的に「師匠」と尊称されるが、捨丸は講談師や浪曲師のように「先生」と呼ばれていた[5]。
- 捨丸には8人の子がいて、多くは第二次世界大戦に従軍し、当時新聞に「名誉の漫才師」と書かれた。
- 捨丸の趣味は麻雀。
- 捨丸は浪曲の節真似を余芸としたが、客前では決してやらず、酒や麻雀の席など、気心の知れた人に披露した。
- 漫画『じゃりン子チエ』の登場人物「釜地捨丸」は捨丸がモデルである。
- 渡米の際、空港の税関で鼓や和服などを怪しまれ、目的を尋問された捨丸は「ジャパン・チャップリン」と答えて係員を納得させ、税関をパスしたという。これが元で捨丸は「和製チャップリン」の異名をとった。
- 1989年（平成元年）、捨丸が60年間舞台で使用した鼓が遺族から岸昌大阪府知事宛てに寄贈されたことをきっかけに、府に「演芸資料館設置委員会」が設置されて各所に資料寄贈が呼び掛けられ、のちの大阪府立上方演芸資料館（ワッハ上方）の開館のきっかけとなった。